# Plagiobothrys lithocaryus
Plagiobothrys lithocaryus là loài thực vật có hoa trong họ Mồ hôi. Loài này được (Greene ex A. Gray) I.M. Johnst. miêu tả khoa học đầu tiên năm 1923.